# Australian Trader
Die Australian Trader war ein 1969 in Dienst gestelltes Fährschiff der australischen Reederei Australian National Line für den Liniendienst zwischen Melbourne und Devonport. Zwischen 1977 und 1994 stand das Schiff als Jervis Bay für die Royal Australian Navy im Einsatz, anschließend kehrte es in Griechenland in den zivilen Dienst zurück. 2004 ging die Fähre zum Abbruch ins indische Alang.

## Geschichte
Die Australian Trader wurde am 18. August 1967 unter der Baunummer 79 in der Werft der State Dockyard in Newcastle auf Kiel gelegt und lief am 17. Februar 1969 vom Stapel. Nach ihrer Ablieferung an die Australian National Line im Juni 1969 nahm sie den Fährdienst von Melbourne nach Devonport auf. Nach acht Jahren Liniendienst wurde das Schiff im August 1977 an die Royal Australian Navy verkauft und in HMAS Jervis Bay (GT 203) umbenannt, um nach anschließenden Umbauarbeiten als Schulschiff und Truppentransporter genutzt zu werden.
Die Jervis Bay blieb knapp 17 Jahre im Dienst der Royal Australian Navy und war in dieser Zeit unter anderem Teil der Hilfsmission Unified Task Force in Somalia. Am 18. April 1994 wurde sie ausgemustert und noch im selben Jahr an die griechische Reederei Med Link Lines verkauft. 1995 folgte ein großangelegter Umbau, bei dem das Schiff zusätzliche Aufbauten für eine größere Kapazität an Passagieren und Fahrzeugen sowie eine neue Maschinenanlage erhielt. Im Juni 1995 nahm die in Agios Andreas umbenannte Fähre den Dienst zwischen Patras, Igoumenitsa und Brindisi auf, lief zeitweise aber auch von Brindisi aus den Hafen von Çeşme an.
Im Oktober 2002 wurde das seit 2001 von Arosvo Shipping in Limassol bereederte Schiff aufgelegt. Nach über einem Jahr Liegezeit ging es im November 2003 als Ajman Leader in den Besitz der Marwan Shipping & Trading in den Vereinigten Arabischen Emiraten über, erhielt aber schon im Februar 2004 den neuen Namen Ajman City. Ihre Dienstzeit unter dem neuen Eigner war nur kurz: Im September 2004 wurde die Ajman City zum Abbruch ins indische Alang verkauft, wo sie am 24. September eintraf.